# Кеннет I
Кеннет I (810-858) — король Дал Ріади з 841 до 858 року. Засновник шотландської династії МакАльпінів.

## Життєпис

### Боротьба за владу
Був сином Альпіна II, короля Дал Ріади, та піктської принцеси. У 841 році після смерті батька Кеннет став королем Дал Ріади. Незабаром у 843 році він отримав можливість завоювати Піктське королівство. Ще раніше у 839 році до держави Піктів вторглися нормани. У битві, що відбулася пікти зазнали жорстокої поразки, а їхній король Еохад загинув. Нормани сильно пограбували країну й відступили. Скориставшись цим, а також відсутністю сильних та впливових спадкоємців у полеглого короля піктів, Кеннет I заявив про свої права на піктський трон. До того ж, з огляду на те, що влада у піктів передавалася по жіночій лінії, Кеннет також мав значні права на трон Піктської держави. У 843 році він захопив владу, а у 847 році розбив останнього короля піктів Друста X.
У результаті Кеннет остаточно захопив цю країну й став королем піктів. Невдовзі відбулася його коронація у Сконе (столиці піктів) як Кеннета, короля Дал Ріади (скотів) та Альби (піктів).

### Правління
Володарювання Кеннета I не було спокійним. До країни постійно вдиралися загарбники. Він повинен був щоразу вести запеклі війни. Кеннет воював з бритами (ті спалили місто Данбейн), норманами, які жорстоко плюндрували державу Кеннета I. Для зміцнення свого становища він з одного боку багато разів організовував походи за межі королівства скотів та піктів — до Нортумбрії, Мерсії, спаливши місто Данбар.
З іншого боку Кеннет I організовував династичні шлюби своїх доньок з сусідніми володарями, укладаючи при цьому політичні союзи.
У внутрішній політиці Кеннет спирався на церкву, в особі представників якої бачив надійного спільника. У 849 році король Кеннет переніс церковну столицю до міста Данкельд. Сюди ж незабаром переніс мощі Св. Колумби.

## Родина
- Костянтин (д/н-877)
- Аед (приб. 855—878)
- донька — дружина Аеда IV, верховного короля Ірландії
- Мейл (д/н) — дружина Руна, короля Стратклайда, мати Йокейда
- донька — дружина Аеда Фіндліаха, верховного короля Ірландії